# Кулешов, Григорий Никитович
Григорий Никитович Кулешов — советский хозяйственный деятель, Герой Социалистического Труда.

## Биография
Родился в 1905 году в Гадяче. Член КПСС с года.
Окончил Гадячское ремесленное училище.
В 1918—1925 — печник местной артели, каменщик Гадячского горкомхоза.
В 1925—1929 — каменщик треста «Мосстрой», каменщик-печник, председатель постройкома, десятник, заведующий отделом экономики труда строительной конторы Бауманского района города Москвы.
В 1931—1947 — инженерный и руководящий работник, управляющий трестом «Мосспецстрой».
В 1947—1954 — управляющий строительным трестом номер 2 Мосгазстроя.
В 1954—1974 — управляющий трестом «Мосотделстрой» № 1 Главмосстроя Мосгорисполкома.
Заслуженный строитель РСФСР (21.04.1962).
Указом Президиума Верховного Совета СССР от 7 мая 1971 года присвоено звание Героя Социалистического Труда с вручением ордена Ленина и золотой медали «Серп и Молот».
Умер в 1988 году в Москве.

## Награды и звания
- Герой Социалистического Труда (07.05.1971)
- Орден Ленина (16.03.1949, 01.02.1957, 07.05.1971)
- Орден Трудового Красного Знамени (21.06.1963)
- Орден Красной Звезды (27.08.1947)